# Castell de Conesa
Castell de Conesa, també anomenat Cal Gallard, Casa Delmera és un casal noble del municipi de Conesa (Conca de Barberà) declarat bé cultural d'interès nacional. Fou casa delmera del monestir de Santes Creus, que anteriorment havia estat propietat de l'ordre de l'Hospital i, prèviament, castell de Cervera.

## Descripció
Gran casal de planta baixa, un pis i golfes, amb teulada a doble vessant i el carener paral·lel a la façana principal.
A la planta baixa s'obre una gran porta d'arc de mig punt adovellat i al seu costat una altra porta d'arc rebaixat amb l'intradós motllurat.
Al primer pis hi ha quatre grans finestres allindanades i la que es troba a sobre de la porta d'arc de mig punt està decorada amb un guardapols motllurat; a sobre de cada finestra hi ha un escut, dos de Santes Creus i dos de l'abat Jeroni Contijoch.
A les golfes s'obren tres petites finestres quadrangulars i la que segueix el mateix eix que la porta principal té la llinda decorada amb un arc conopial. El ràfec de la teulada està decorat amb tres fileres de dents de serra.
A la sala que s'obre a la planta baixa hi ha una sèrie d'arcades i al primer pis la gran sala menjador té teginat de bigues i motllures al sostre i festejadors a les finestres. També hi ha un oratori.

## Història
La primera notícia documental del castell de Conesa és de l'any 1123, quan Berenguer Sendred el llega al seu fill Arnau. L'any 1178 el rei Alfons cedeix en comanda el castell a Ramon de Cervera i el 1210 el rei Pere cedeix el castell i el lloc a Guillem de Guardialada. Anys més tard el castell passà a mans de l'orde de l'Hospital i cap al 1285 al monestir de Santes Creus.
On es trobava l'antic castell, l'any 1569 fra Jeroni Contijoch, abat de Santes Creus, va fer construir una nova residència pels monjos que és l'edifici que es pot veure actualment.